# Championnat d'Afrique des nations féminin de handball 2010
Navigation
Angola 2008 Maroc 2012
Le Championnat d'Afrique des nations féminin de handball 2010 est la dix-neuvième édition du Championnat d'Afrique des nations féminin de handball - aussi appelée CAN - , une compétition de la Confédération africaine de handball (CAHB) qui met aux prises les meilleures équipes nationales féminines africaines de handball. L'édition 2010 du championnat d'Europe s'est déroulée du 10-21 février 2010 en Égypte. Les compétitions masculines et féminines se déroulent dans les mêmes lieux et durant la même période.
L'Angola remporte son dixième titre, le septième consécutif, et devance la Tunisie et la Côte d'Ivoire. Ces trois équipes sont qualifiées pour le Championnat du monde 2011.

## Résultats

### Tour préliminaire
Ce premier tour permet de déterminer les rencontres de quart de finale. Lors de ceux-ci, les rencontres sont croisées: le premier d'un groupe rencontre le quatrième de l'autre, les second rencontrant les troisièmes.
|   | Équipe        | Pts | J | G | N | P | Bp | Bc | Diff |
| - | ------------- | --- | - | - | - | - | -- | -- | ---- |
| 1 | Tunisie       | 6   | 3 | 3 | 0 | 0 | 91 | 66 | 25   |
| 2 | Côte d'Ivoire | 4   | 3 | 2 | 0 | 1 | 66 | 65 | 1    |
| 3 | Algérie       | 2   | 3 | 1 | 0 | 2 | 63 | 80 | -17  |
| 4 | Cameroun      | 0   | 3 | 0 | 0 | 3 | 57 | 66 | -9   |

|                 |               |  |    |    |  |               |
| 11 février 2010 | Côte d'Ivoire |  | 22 | 19 |  | Algérie       |
| 11 février 2010 | Tunisie       |  | 25 | 19 |  | Cameroun      |
| 12 février 2010 | Cameroun      |  | 15 | 17 |  | Côte d'Ivoire |
| 12 février 2010 | Algérie       |  | 20 | 35 |  | Tunisie       |
| 13 février 2010 | Tunisie       |  | 31 | 27 |  | Côte d'Ivoire |
| 13 février 2010 | Cameroun      |  | 23 | 24 |  | Algérie       |

|   | Équipe   | Pts | J | G | N | P | Bp | Bc | Diff |
| - | -------- | --- | - | - | - | - | -- | -- | ---- |
| 1 | Angola   | 5   | 3 | 2 | 1 | 0 | 81 | 61 | 20   |
| 2 | Congo    | 4   | 3 | 1 | 2 | 0 | 89 | 83 | 6    |
| 3 | Égypte   | 2   | 3 | 0 | 2 | 1 | 77 | 88 | -11  |
| 4 | RD Congo | 1   | 3 | 0 | 1 | 2 | 75 | 90 | -15  |

|                 |          |  |    |    |  |          |
| 11 février 2010 | Congo    |  | 37 | 31 |  | RD Congo |
| 11 février 2010 | Angola   |  | 32 | 21 |  | Égypte   |
| 12 février 2010 | RD Congo |  | 15 | 24 |  | Angola   |
| 12 février 2010 | Égypte   |  | 27 | 27 |  | Congo    |
| 13 février 2010 | Angola   |  | 25 | 25 |  | Congo    |
| 13 février 2010 | RD Congo |  | 29 | 29 |  | Égypte   |

### Phase finale
|  | Quarts de finale         | Quarts de finale         | Quarts de finale         | Quarts de finale         |         |         | Demi-finales             | Demi-finales             | Demi-finales                  | Demi-finales                  |                               |                               | Finale                   | Finale                   | Finale                   | Finale                   |
|  |                          |                          |                          |                          |         |         |                          |                          |                               |                               |                               |                               |                          |                          |                          |                          |
|  | 15 février 2010 Le Caire | 15 février 2010 Le Caire | 15 février 2010 Le Caire | 15 février 2010 Le Caire |         |         | 18 février 2010 Le Caire | 18 février 2010 Le Caire | 18 février 2010 Le Caire      | 18 février 2010 Le Caire      |                               |                               | 20 février 2010 Le Caire | 20 février 2010 Le Caire | 20 février 2010 Le Caire | 20 février 2010 Le Caire |
|  | 15 février 2010 Le Caire | 15 février 2010 Le Caire | 15 février 2010 Le Caire | 15 février 2010 Le Caire |         |         | 18 février 2010 Le Caire | 18 février 2010 Le Caire | 18 février 2010 Le Caire      | 18 février 2010 Le Caire      |                               |                               | 20 février 2010 Le Caire | 20 février 2010 Le Caire | 20 février 2010 Le Caire | 20 février 2010 Le Caire |
|  | A4                       | Cameroun                 | 17                       | 17                       |         |         | 18 février 2010 Le Caire | 18 février 2010 Le Caire | 18 février 2010 Le Caire      | 18 février 2010 Le Caire      |                               |                               | 20 février 2010 Le Caire | 20 février 2010 Le Caire | 20 février 2010 Le Caire | 20 février 2010 Le Caire |
|  | A4                       | Cameroun                 | 17                       | 17                       |         |         | 18 février 2010 Le Caire | 18 février 2010 Le Caire | 18 février 2010 Le Caire      | 18 février 2010 Le Caire      |                               |                               | 20 février 2010 Le Caire | 20 février 2010 Le Caire | 20 février 2010 Le Caire | 20 février 2010 Le Caire |
|  | B1                       | Angola                   | 30                       | 30                       |         |         | 18 février 2010 Le Caire | 18 février 2010 Le Caire | 18 février 2010 Le Caire      | 18 février 2010 Le Caire      |                               |                               | 20 février 2010 Le Caire | 20 février 2010 Le Caire | 20 février 2010 Le Caire | 20 février 2010 Le Caire |
|  | B1                       | Angola                   | 30                       | 30                       | Angola  | Angola  | 27                       | 27                       |                               |                               |                               |                               | 20 février 2010 Le Caire | 20 février 2010 Le Caire | 20 février 2010 Le Caire | 20 février 2010 Le Caire |
|  | 15 février 2010 Le Caire |                          |                          |                          | Angola  | Angola  | 27                       | 27                       |                               |                               |                               |                               | 20 février 2010 Le Caire | 20 février 2010 Le Caire | 20 février 2010 Le Caire | 20 février 2010 Le Caire |
|  |                          |                          | Côte d'Ivoire            | Côte d'Ivoire            | 24      | 24      |                          |                          |                               |                               |                               |                               | 20 février 2010 Le Caire | 20 février 2010 Le Caire | 20 février 2010 Le Caire | 20 février 2010 Le Caire |
|  | A2                       | Côte d'Ivoire            | Côte d'Ivoire            | Côte d'Ivoire            | 24      | 24      | 38                       | 38                       |                               |                               |                               |                               | 20 février 2010 Le Caire | 20 février 2010 Le Caire | 20 février 2010 Le Caire | 20 février 2010 Le Caire |
|  | A2                       | Côte d'Ivoire            | 18 février 2010 Le Caire |                          |         |         | 38                       | 38                       |                               |                               |                               |                               | 20 février 2010 Le Caire | 20 février 2010 Le Caire | 20 février 2010 Le Caire | 20 février 2010 Le Caire |
|  | B3                       | Égypte                   | 32                       | 32                       |         |         |                          |                          |                               |                               |                               |                               | 20 février 2010 Le Caire | 20 février 2010 Le Caire | 20 février 2010 Le Caire | 20 février 2010 Le Caire |
|  | B3                       | Égypte                   | 32                       | 32                       | Angola  | Angola  | 31                       | 31                       |                               |                               |                               |                               |                          |                          |                          |                          |
|  | 15 février 2010 Le Caire |                          |                          |                          | Angola  | Angola  | 31                       | 31                       |                               |                               |                               |                               |                          |                          |                          |                          |
|  |                          |                          | Tunisie                  | Tunisie                  | 30      | 30      |                          |                          |                               |                               |                               |                               |                          |                          |                          |                          |
|  | A1                       | Tunisie                  | Tunisie                  | Tunisie                  | 30      | 30      | 40                       | 40                       |                               |                               |                               |                               |                          |                          |                          |                          |
|  | A1                       | Tunisie                  |                          |                          |         |         |                          |                          |                               |                               |                               |                               |                          |                          |                          |                          |
|  | B4                       | RD Congo                 | 23                       | 23                       |         |         |                          |                          |                               |                               |                               |                               |                          |                          |                          |                          |
|  | B4                       | RD Congo                 | 23                       | 23                       | Tunisie | Tunisie | 36                       | 36                       | Match pour la troisième place | Match pour la troisième place | Match pour la troisième place | Match pour la troisième place |                          |                          |                          |                          |
|  | 15 février 2010 Le Caire |                          |                          |                          | Tunisie | Tunisie | 36                       | 36                       | Match pour la troisième place | Match pour la troisième place | Match pour la troisième place | Match pour la troisième place |                          |                          |                          |                          |
|  |                          |                          | Algérie                  | Algérie                  | 16      | 16      |                          |                          | 20 février 2010 Le Caire      | 20 février 2010 Le Caire      | 20 février 2010 Le Caire      | 20 février 2010 Le Caire      |                          |                          |                          |                          |
|  | B2                       | Congo                    | Algérie                  | Algérie                  | 16      | 16      | 26                       | 26                       | 20 février 2010 Le Caire      | 20 février 2010 Le Caire      | 20 février 2010 Le Caire      | 20 février 2010 Le Caire      |                          |                          |                          |                          |
|  | B2                       | Congo                    |                          |                          |         |         |                          | 26                       |                               |                               | Côte d'Ivoire                 | Côte d'Ivoire                 | 32                       | 32                       |                          |                          |
|  | A3                       | Algérie                  | 27                       | 27                       |         |         |                          |                          |                               |                               | Côte d'Ivoire                 | Côte d'Ivoire                 | 32                       | 32                       |                          |                          |
|  | A3                       | Algérie                  | 27                       | 27                       | Algérie | Algérie | 28                       | 28                       |                               |                               |                               |                               |                          |                          |                          |                          |
|  |                          |                          |                          |                          |         |         |                          |                          |                               |                               |                               |                               |                          |                          |                          |                          |

### Matchs de classement
|  | Demi-finales de classement | Demi-finales de classement |                        |    | Match pour la 5e place   | Match pour la 5e place   |
|  | Demi-finales de classement | Demi-finales de classement |                        |    | Match pour la 5e place   | Match pour la 5e place   |
|  |                            |                            |                        |    |                          |                          |
|  | 16 février 2010 Le Caire   | 16 février 2010 Le Caire   |                        |    | 18 février 2010 Le Caire | 18 février 2010 Le Caire |
|  | 16 février 2010 Le Caire   | 16 février 2010 Le Caire   |                        |    | 18 février 2010 Le Caire | 18 février 2010 Le Caire |
|  | Égypte                     | 31                         |                        |    | 18 février 2010 Le Caire | 18 février 2010 Le Caire |
|  | Égypte                     | 31                         |                        |    | 18 février 2010 Le Caire | 18 février 2010 Le Caire |
|  | Cameroun                   | 27                         |                        |    | 18 février 2010 Le Caire | 18 février 2010 Le Caire |
|  | Cameroun                   | 27                         | Égypte                 | 26 |                          |                          |
|  | 16 février 2010 Le Caire   |                            | Égypte                 | 26 |                          |                          |
|  |                            | Congo                      | 29                     |    |                          |                          |
|  | ' Congo                    | Congo                      | 29                     | 29 |                          |                          |
|  | ' Congo                    |                            |                        | 29 |                          |                          |
|  | RD Congo                   | 24                         |                        |    |                          |                          |
|  | RD Congo                   | 24                         | Match pour la 7e place |    |                          |                          |
|  |                            |                            |                        |    |                          |                          |
|  | 18 février 2010 Le Caire   |                            |                        |    |                          |                          |
|  |                            |                            |                        |    |                          |                          |
|  | Cameroun                   | 30                         |                        |    |                          |                          |
|  | Cameroun                   | 30                         |                        |    |                          |                          |
|  | RD Congo                   | 28                         |                        |    |                          |                          |
|  | RD Congo                   | 28                         |                        |    |                          |                          |

## Classement final
| Rang                        | Équipe        |
| --------------------------- | ------------- |
| Médaille d'or, Afrique      | Angola        |
| Médaille d'argent, Afrique  | Tunisie       |
| Médaille de bronze, Afrique | Côte d'Ivoire |
| 4                           | Algérie       |
| 5                           | Congo         |
| 6                           | Égypte        |
| 7                           | Cameroun      |
| 8                           | RD Congo      |

L'Angola, la Tunisie et la Côte d'Ivoire sont qualifiées pour le Championnat du monde 2011.

## Statistiques et récompenses
- Meilleure joueuse : Mouna Chebbah,  Tunisie

Les meilleurs marqueuses sont :
| Rang | Joueuse              | Nation        | Buts |
| ---- | -------------------- | ------------- | ---- |
| 1    | Christianne Mwasesa  | RD Congo      | 54   |
| 2    | Ehsan Eid Abdelmalek | Égypte        | 51   |
| 3    | Paula Gondo          | Côte d'Ivoire | 40   |
| 4    | Mouna Chebbah        | Tunisie       | 37   |
| 5    | Sihem Hemissi        | Algérie       | 36   |
| 6    | Anne Essam           | Cameroun      | 33   |
| 7    | Gisèle Donguet       | Congo         | 32   |
| 7    | Nabila Tizi          | Algérie       | 32   |
| 7    | May Hesham Sayed     | Égypte        | 32   |
| 10   | Aurèle Itoua-Atsono  | Congo         | 27   |